# Louis-Lewandowski-Festival
Das Louis-Lewandowski-Festival ist ein seit 2011 jährlich im Dezember stattfindendes Musikfestival für jüdische Liturgie und synagogale Chormusik in Berlin, das dem Reformer der Synagogalmusik Louis Lewandowski (1821–1894) gewidmet ist. Fünf Tage lang gastieren Chöre aus aller Welt in Berlin und Potsdam in Synagogen, Kirchen und Industriehallen, und bringen Werke der Synagogalmusik zu Gehör. Neben den Konzerten finden Workshops und Vorträge zu unterschiedlichen Themen rund um die Synagogalmusik statt.
Es ist Lewandowski zu verdanken, dass der traditionelle jüdische Gebetsgottesdienst seine neue, damals moderne Form erhielt, die vom Wechselspiel zwischen Kantor, Chor und Orgel geprägt war. Er verband in seinen Kompositionen den traditionellen Synagogalgesang mit der modernen europäischen Musikentwicklung. Seine Kompositionen spiegelten das neu erwachte Selbstbewusstsein der deutschen Juden im 19. Jahrhundert wider und trugen zur Verbreitung und zur wachsenden Popularität jüdischer liturgischer Musik weltweit bei – auch jenseits der Grenzen religiöser Strömungen.

## Geschichte
Das Festival wurde im Jahr 2011 von Nils Busch-Petersen, dem Geschäftsführer des Handelsverbandes Berlin-Brandenburg e. V. (HBB), ins Leben gerufen.
Der musikalische Schwerpunkt liegt seit Bestehen des Festivals auf der jüdischen Liturgie Lewandowskis. Synagogale Musik ist ein Wechselgesang zwischen Chasan und Chor, begleitet von feierlichen Orgelklängen. Hauptträger und Förderer des Louis-Lewandowski-Festivals sind der Handelsverband Berlin-Brandenburg e. V. und seine Mitglieder. Das Festival findet seit seiner Gründung in unterschiedlichen Synagogen und Kirchen in Berlin und Potsdam statt. Bisher sind im Rahmen der Veranstaltung mehr als 1500 Chorsängerinnen und -sänger, Solisten und Kantoren aus aller Welt aufgetreten.

## Veranstaltungsorte
Jedes Jahr treten Chöre aus aller Welt beim Festival auf. Sie gastieren an verschiedenen Orten in Berlin (Krankenhauskirche im Wuhlegarten, Reinbeckhallen) und Potsdam (St. Nikolaikirche). Beim Konzert in der sanierten alten Industrieanlage des AEG-Transformatorenwerks „Reinbeckhallen“ ist das Publikum eingeladen, mit den Chören gemeinsam zu singen. Dieser Ort ist nicht zufällig gewählt. Der AEG-Gründer Emil Rathenau und dessen Sohn Walter sind zwei der bedeutendsten jüdischen Persönlichkeiten in der deutschen Geschichte. Beim „Großen Abschlusskonzert“ in der Synagoge Rykestraße, der größten Synagoge Deutschlands, treten jedes Jahr als musikalischer Höhepunkt alle Chöre gemeinsam auf.
 

## Themen, Chöre und Ensembles des Festivals

### Festival 2011
Das erste Festival im Jahr 2011 war unter dem Motto „Liebe macht das Lied unsterblich“ ausschließlich dem Namensgeber des Festivals, Louis Lewandowski, und seinen Werken gewidmet.
Chöre: Johannesburg Jewish Male Choir (Südafrika), Ensemble Vocal Hébraica de Strasbourg (Frankreich), Synagogal Ensemble Berlin (Deutschland), Zamir Chorale Boston (USA), Synagogenchor Zürich (Schweiz)

### Festival 2012
Im Jahr 2012 war das Festival neben Lewandowski auch Salomon Sulzer und Samuel Naumbourg, den beiden anderen großen Reformern der Synagogalmusik, gewidmet. Daher lautete das Motto in jenem Jahr „Das magische Dreigestirn“.
Chöre: Le Chant Sacré (Frankreich), Ramatayim Men’s Choir (Israel), Toronto Jewish Male Choir (Kanada), L’Ensemble Choral Copernic (Frankreich), The Warsaw Singers (Polen), Yakar-Chor (Israel), Synagogal Ensemble Berlin (Deutschland)

### Festival 2013
Das dritte Louis-Lewandowski-Festival war unter dem Motto „Das zerrissene Firmament“ der Erinnerung an solche Komponisten gewidmet, die Opfer des Holocausts wurden, sei es, dass sie verfolgt und in das Exil getrieben oder ermordet wurden. Diese Komponisten sind auf zwei sehr unterschiedliche Arten mit dem Erbe Lewandowskis verbunden. Einige von ihnen folgten ihm in seinem Chormusikstil, andere fanden neue Ausdrucksformen für die Synagogalmusik.
Chöre: Leipziger Synagogalchor (Deutschland), The Upper Gallilee Choir (Israel), Breslauer Synagogalchor (Polen), The Zimratya Cantors Choir (Israel), Synagogenchor Basel (Schweiz), The Professional Choir of Belsize Square Synagogue (Großbritannien), Synagogal Ensemble Berlin (Deutschland)

### Festival 2014

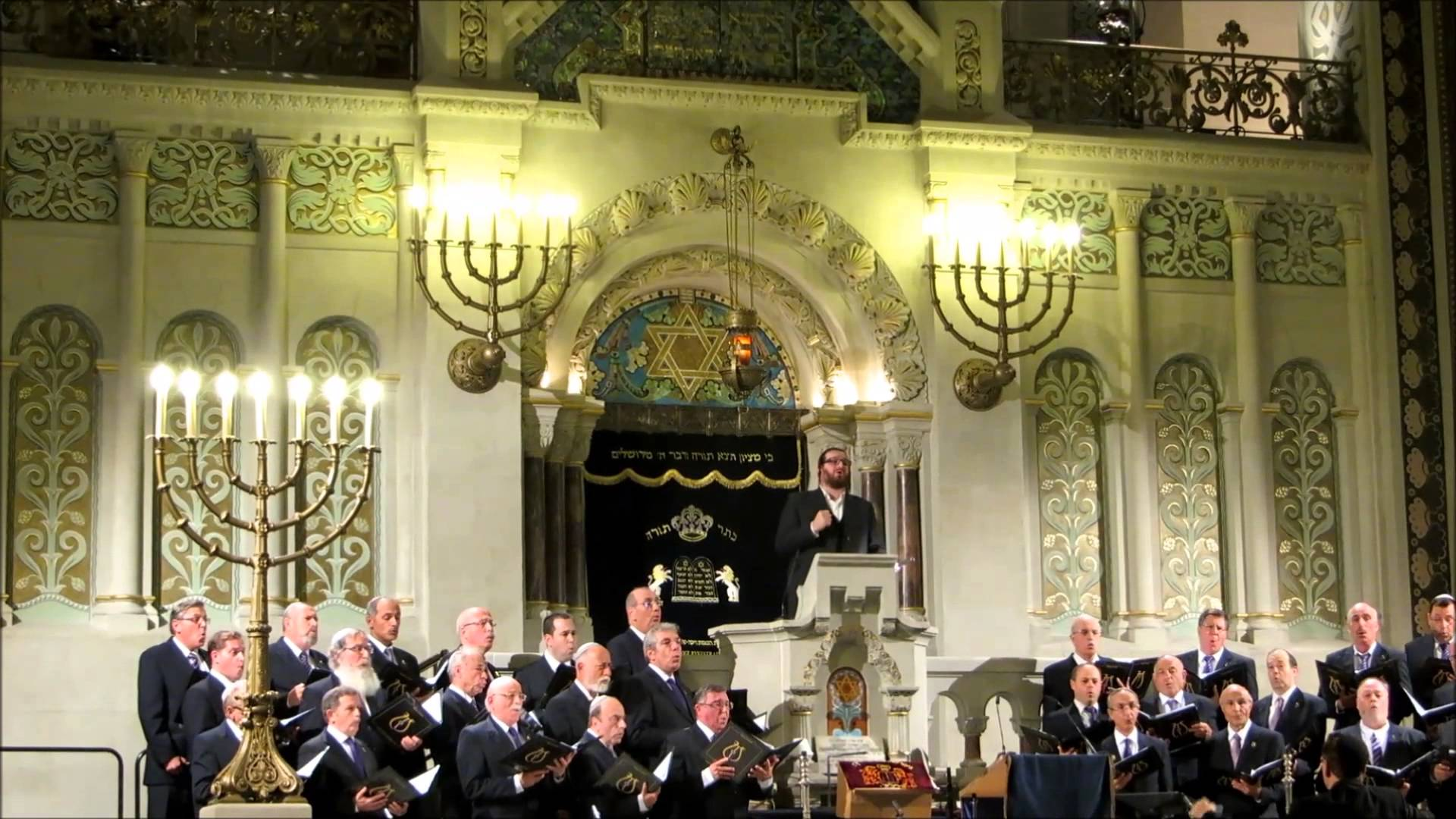
Das große Abschlusskonzerts des 4. Louis Lewandowski Festivals in der Synagoge Rykestraße.

Unter dem Motto „Stars und Stripes“ war das vierte Festival dem Werk derjenigen jüdischen Komponisten gewidmet, die in die Vereinigten Staaten ausgewanderten beziehungsweise vertrieben wurden.
Chöre: Ensemble Vocal Hébraica de Strasbourg (Frankreich), Amakim Choir, Zamir Chorale of Boston (USA), The Voices of Israel Ensemble, London Jewish Male Choir (Großbritannien), Coro Ha-Kol (Italien), Synagogal Ensemble Berlin (Deutschland)

### Festival 2015
Das Festival 2015 stand unter dem Motto „Das östliche Firmament“, denn in der zweiten Hälfte des 19. Jahrhunderts erreichte die Musik von Sulzer und Lewandowski viele Kantoren in Osteuropa. Infolgedessen öffnete sich die osteuropäisch-jüdische Kultur zunehmend der „modernen“ Musik aus dem Westen. So entstand ein neuer Stil, in dem der Chor auf westliche Art sang, während der Kantor dazu freie und blumige Rezitative vortrug.
Chöre: The Moscow Male Jewish Capella (Russland), Jugendchor Synagoge Pestalozzistraße (Deutschland), Jerusalem Cantors’ Choir (Israel), London Cantorial Singers (Großbritannien), Vocaliza Women’s Choir of Tel Aviv (Israel), Synagogal Ensemble Berlin (Deutschland)

### Festival 2016
Das Motto des Festivals 2016 lautete „Jüdische Renaissance und Barock in der Synagogalmusik“. Im Jahr 1622 veröffentlichte der italienisch-jüdische Komponist Salamone Rossi eine Sammlung geistlicher Chormusik auf Hebräisch. Diese „Lieder Salomos“ waren die ersten ihrer Art, die aus der Renaissance und dem Frühbarock stammen, aber in der Synagoge zu hören sein sollten.
Chöre: The Lewandowski Chorale (Südafrika), Jugendchor Synagoge Pestalozzistraße (Deutschland), Ensemble Profeti Della Quinta (Israel), Leipziger Synagogalchor (Deutschland), Synagogal Ensemble Berlin (Deutschland), Belsize Youth Choir (Israel)

### Festival 2017
„Icke und der Rest der Welt“ lautete das Motto des Festivals 2017. Künstlerisch kehrt das Festival im siebten Jahr an den Ursprung zurück: Es widmete sich, wie das erste Festival, ausschließlich den Werken Lewandowskis.
Chöre: Tivon Israel Chamber Choir (Israel), Jerusalem A-Capella Singers (Israel), Synagogal Ensemble Berlin (Deutschland), Zemel Choir (Großbritannien)

### Festival 2018
Das achte Louis-Lewandowski-Festival 2018 war zwei historischen Jahrestagen gewidmet, die in ihrer ganzen Verschiedenheit eng miteinander verbunden sind: Der 80. Jahrestag des Pogroms im November 1938 und der 70. Geburtstag des Staates Israel. Außerdem ging das Festival neue Wege. Erstmals waren neben Chören auch ein Orchester und ein Saxophon-Quartett als Gäste dabei.
Chöre und Ensembles: Sinfonieorchester Czernowitz (Ukraine), Cecilia Ensemble, The Moscow Male Jewish Capella (Russland), Saxofonquadrat (Deutschland), Ensemble Barocameri (Israel), Adi Classical Young Choir (Israel), Synagogal Ensemble Berlin (Deutschland)

## Schirmherren
Schirmherren der Veranstaltung sind der Regierende Bürgermeister von Berlin, Michael Müller (SPD) und der Vorsitzende der Jüdischen Gemeinde zu Berlin, Gideon Joffe.